# Hans Dall (maler)
 Der er flere personer med dette navn, se Hans Dall (arkitekt).
 For alternative betydninger, se Hans Dahl. (Se også artikler, som begynder med Hans Dahl)
Hans Mathias Holten Dall (24. juni 1862 i Øster Skerninge ved Svendborg – 5. december 1920 i Amalfi) var en dansk landskabsmaler.
Dalls uddannelse var tegneundervisning i Svendborg, derefter i malerlære i København dimitteret til Kunstakademiet fra Det tekniske Selskabs Skole og optaget i almindelig forberedelsesklasse september 1880, afgang januar 1889.
Hans Dall havde omfattende produktion af landskabsmalerier med græssende kvæg, marker, kratbuske og træer. Han malede med forkærlighed det åbne land med vidt udsyn til en rolig horisont, der brydes af en enkelt gård og små grupper af træer. Stilistisk og kompositionelt fulgte han den danske landskabstraditions malere som f.eks. Dankvart Dreyer.
Han er begravet på Solbjerg Parkkirkegård.

## Hæder
- Den Sødringske Opmuntringspræmie 1890
- De Bielkeske Legater 1890, 1891
- Akademiets stipendium 1890, 1895
- Den Neuhausenske Præmie 1891
- Krafts Legat 1896 for 3 år
- Kaufmanns Legat 1901
- Det anckerske Legat 1914
- Aarsmedaillen 1916

## Værker
- Bygevejr, motiv fra Hundested (1890, Den Sødringske Opmuntringspræmie)
- Landskab fra Thy efter en regnfuld nat (1891, Den Neuhausenske Præmie)
- Ved Vester Voldgade ud for Vartov (1893)
- Fra Frederiksberg Have (1896, Museet på Koldinghus)
- Aftenbillede. Tisvilde (ca. 1908, ARoS Aarhus Kunstmuseum)
- Italienske motiver (1914, udstillet 1915)
- Efterårsdag i en gammel park (1916)
- Morgensol i vængerne (1916, Aarsmedaillen)
- Aftensol, Arild (1917)
- Regnvejr (1918)
- I en gammel allé ved Løvenborg (1919)
- Trægruppe fra Løvenborg (1919)
- Uvejr, Haga (1920)
- Efterårsskov (Museum Sønderjylland)